# Audi R8 (racerbil)
 For alternative betydninger, se Audi R8. (Se også artikler, som begynder med Audi R8)
Audi R8 er en sports-prototype inden for lang distance racerløb. Audi R8 er en af de mest succesfulde sportsvogne nogensinde og er vinder af 24-timers racerløbet i Le Mans i 2000, 2001, 2002, 2004, 2005 og 2011, kun afbrudt af en enkelt sejr til Bentley Speed 8 (som havde samme motor som R8’eren), i 2003, hvor R8’eren blev 3’er. Den benzindrevne R8’er blev i 2006 erstattet af Audi R10 som var en dieseldreven sports-prototype.
Audi R8’eren har været bilen som den danske racerkører Tom Kristensen i 5 af sine 9 sejre ved 24-timers racerløbet i Le Mans.